# كشوك عميرة
قرية كشوك عميرة هي إحدى القرى التابعة لمركز مرسى مطروح في محافظة مطروح في جمهورية مصر العربية. حسب إحصاءات سنة 2018، بلغ إجمالي السكان في كشوك عميرة 2,088 نسمة، منهم 1,070 رجل و 1,018 امرأة.